# Klaus-Erich Boerner
Klaus-Erich Boerner (* 6. Mai 1915 in Erfurt; † 1943 in der Sowjetunion) war ein deutscher Schriftsteller.

## Leben
Klaus-Erich Boerner war Sohn eines Arztes; seine Mutter starb kurz nach seiner Geburt. Er besuchte das Gymnasium seiner Heimatstadt, dann das in Rinteln und in Hersfeld, wo er Ostern 1934 die Reifeprüfung bestand. Statt des angestrebten Studiums der Germanistik wurde er Buchhändler. Nach einer Lehre bei Koehler & Amelang in Leipzig von Herbst 1934 bis Frühjahr 1937 betätigte er sich dort schon als Verlagslektor.
Im Herbst 1937 wurde er beim Infanterie-Regiment Nr. 71 in Erfurt Soldat. Noch vor seiner Entlassung brach der Zweite Weltkrieg aus. Klaus-Erich Boerner war in Frankreich und Russland, zuletzt in Stalingrad. Am 31. Januar 1943 geriet er in Gefangenschaft; seitdem wurde er vermisst. Am 1. August 1950 wurde Klaus-Erich Boerner vom Amtsgericht seiner Heimatstadt für tot erklärt.
Bereits in den ersten Jahren auf dem Gymnasium zeigte sich bei Boerner ein feines Gefühl für Sprache und Stil. Gedichte der Jahre 1931 bis 1934 erschienen 1935 im Das September-Büchlein. Diesen Monat liebte er vor allen, in ihn legte er seine Ferien. Als Primaner schrieb er Ursula, das 1936 erstmals als schmales Bändchen im Druck erschien. Anfang 1938 erschien Gefährtin meines Sommers, das verfilmt wurde. Tiefe Liebe zu Natur, Musik und Theater erfüllte ihn ganz.
Trotz seiner Jugend soll Klaus-Erich Boerner eine ausgezeichnete Menschenkenntnis besessen haben; seine ruhige, besonnene Überlegung ließ ihn mit ständig wachsender Sorge die Zeitereignisse betrachten. Der Kleistpreis wurde ihm 1941 versagt. Freunden widmete er von Stalingrad aus zu Weihnachten 1942 eine neue Sammlung Gedichte: Die Wiesenorgel. Bei seinem letzten Urlaub schrieb er seinen Freunden in das Gästebuch: „Nach eineinhalb Jahren wieder einmal in Deutschland und Mensch gewesen! Herzlichen Dank!“

## Werke
- Ursula. Aus Thomas Wiesners Papieren. Keysersche Buchhandlung, Erfurt o.J [1935]. 4. Auflage. 1937, nach dem Zweiten Weltkrieg und bis 1966 eine Auflage von 140. Tausend.
- Das unwandelbare Herz. Roman. Friedrich Trüjen Verlag, Bremen 1938.
- Gefährtin meines Sommers. Friedrich Trüjen Verlag, Bremen 1938.
- Die Wiesenorgel. Gedichte. Friedrich Trüjen Verlag, Bremen 1943.